# Ultramarine (groupe français)
Pour les articles homonymes, voir Ultramarine.
Cet article concerne le groupe français de jazz fusion. Pour le groupe britannique de musique électronique, voir Ultramarine (groupe britannique).
Ultramarine est un groupe français de jazz fusion créé à Paris en 1983 par Mario Canonge (claviériste martiniquais), Nguyên Lê (guitariste d’origine vietnamienne), et Bago Balthazar (percussionniste martiniquais).

## Histoire
À son origine, le groupe comprend le violoniste Jean-Luc Pino, le bassiste Eddy Gaulein-Stef, les batteurs Valéry Lobé ou Chris Henry, qui ne poursuivront pas l’aventure. Un premier album, Programme Jungle, sort en 1985.
Mokhtar Samba (originaire du Maroc et du Sénégal) rejoint ensuite le groupe à la batterie, suivi en 1986 d'Étienne Mbappé (originaire du Cameroun) à la basse. Par la place donnée à la voix / aux chœurs en langues africaines et leur culture polyrythmique, ils donneront au groupe une touche africaine plus particulièrement prononcée dans les 2 derniers albums, sortis en 1989 et 1991. 
Le jeune batteur Roger "Kemp" Biwandu fait parfois des remplacements. 
Ultramarine cesse son activité au début des années 1990, et se reforme exceptionnellement en 1999, puis en 2010,,. 

## Rayonnement
Ultramarine s'imposera comme une référence dans le domaine du jazz fusion en France, volontiers considéré comme un « groupe-témoin », une « pièce maîtresse »,, une « dream team », un groupe « phare »,,,  « légendaire »,, ou « culte », à qui Jazz Hot consacrera une une en 1990. Le groupe aura une influence durable, et marquera une génération de musiciens,, des hommages étant ainsi rendus près d’une décennie après leur dernier concert.
Ultramarine a été le point de départ, pour tous ses musiciens, de carrières musicales de haut vol, comme Mario Canonge,, Nguyen Lê, Mokhtar Samba, Étienne Mbappé, ces deux derniers ayant par exemple joué avec Joe Zawinul, figure centrale du jazz fusion. Quatre d’entre eux ont joué avec l'Orchestre national de jazz :  Mokhtar Samba, Nguyen Le, Étienne Mbappé et Pierre-Olivier Govin, ce dernier ayant été sélectionné par trois directions différentes.

## Performances notables

### France
Le groupe connaîtra une réelle popularité dans le domaine du jazz, en particulier à la fin des années 1980 et début des années 1990. En 1989, il joue ainsi à La Clef (Saint-Germain-en-Laye), ainsi qu'au festival Africolor. 
En 1990, Ultramarine participe à Nice Jazz Festival et aux Nuits blanches pour musiques noires de Marseille.  
En 1991 le groupe participe à plusieurs grands festivals, comme Musiques métisses à Angoulême, Jazz à Vienne, où il fait la clôture du festival,, ou à Cannes. 
Il participe à Banlieues Bleues en 1994.
Le groupe se reforme exceptionnellement en 1999 au Sunset, en 2001 au Nice Jazz Festival et en 2010 à l’Olympia pour le festival Carib’in jazz.

### Outre-mer
En 1990, Ultramarine joue en Guyane, au CMAC (Centre martiniquais d'action culturelle) en Martinique.
En 2010, le groupe joue en Nouvelle-Calédonie (centre culturel Jean-Marie Tjibaou),.

### International
Ultramarine a tourné au niveau international, en participant notamment au Montreux Jazz Festival en 1990.

## Récompenses
Dès la première année, le groupe remporte le concours de La Défense Jazz Festival (1983).

## Discographie
- 1985 : Programme Jungle
- 1989 : Dé
- 1991 : E Si Mala